# HD 111232
HD 111232 ist ein 96 Lichtjahre von der Erde entfernter Gelber Zwerg im Sternbild Fliege. Er besitzt eine scheinbare Helligkeit von 7,6 mag. Im Jahre 2004 wurde die Entdeckung eines diesen Stern umrundenden extrasolaren Planeten mittels der Radialgeschwindigkeitsmethode durch Mayor et al. publiziert. Der Begleiter trägt die systematische Bezeichnung HD 111232 b. Seine Umlaufperiode wurde zu 1143 ± 14 Tagen bestimmt und seine Mindestmasse zu 6,8 Jupitermassen.